# Transzurán elemek
Transzurán elemek azok a kémiai elemek, amelyek rendszáma 92-nél (vagyis az urán rendszámánál) nagyobb. Ezek közül az elemek közül egyik sem stabil, a természetben nem találhatók meg, bár néhányuk esetenként nyomnyi mennyiségben kimutatható. Mesterséges előállításuk után azonnal radioaktív bomlásba kezdenek, ami egyidejűleg radioaktív sugárzást és kisebb atomtömegű elem(ek) létrehozását eredményezi.

## Áttekintés
Azok közül a kémiai elemek közül, amelyek rendszáma egy és kilencvenkettő között van, négy – a technécium, a prométium, az asztácium és a francium – kivételével mindegyikre igaz legalább egy az alábbiak közül:
- könnyen fellelhető a Földön;
- igen hosszú felezési ideje van;
- az urán bomlási termékeként jött létre.

Az uránénál magasabb rendszámú elemek mindegyike emberi beavatkozás eredményeként jött létre, és a plutónium, valamint a neptúnium kivételével a természetben egyik sem található meg. Mindegyik radioaktív, és felezési idejük sokkal rövidebb a Föld koránál, ami azt jelenti, hogy ha a természetben valaha is jelen voltak, radioaktív bomlás útján már régen más elemekké alakultak át. Az uránércben nyomokban található neptúnium és plutónium az uránból keletkezik neutronbefogás és az ezt követő béta-bomlások következtében.

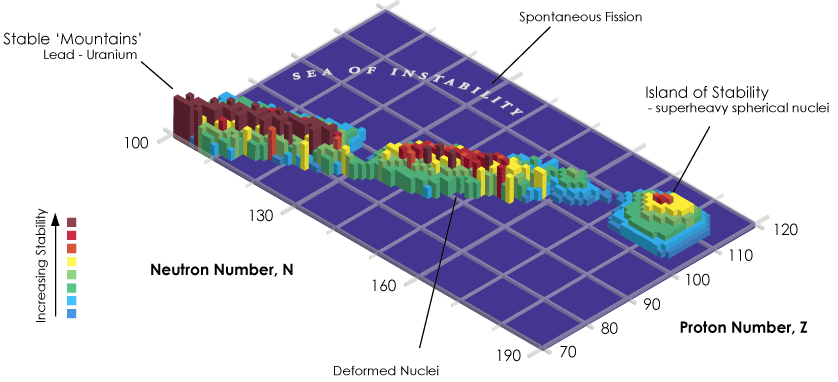
Stabilitás szigete

A transzurán elemek felezési ideje rendszámuk növekedésével rövidül, néhány kivétellel, amelyek közül egyes izotópok létrejöttének valószínűségét Glenn T. Seaborg jósolta meg. Ezek közé tartozik a kűrium és a dubnium is, amelyeket neutronjaik és protonjaik száma és atommagbeli elrendezése ((csaknem) teljesen betöltött nukleonhéjak) a többi radioaktív izotópnál stabilabbá teszi, egyesek felezési idejét különösen hosszúvá téve. Az izotópok stabilitását protonjai és neutronjai számának függvényében grafikusan ábrázolva a diagramon egy hosszú életű csoport létét vették észre, amelyet a stabilitás szigetének neveztek el.

## Felfedezésük és elnevezésük
A transzurán elemek nagy többségét három kutatócsoport fedezte fel.

### University of California, Berkeley, három különböző csoportvezető vezetése alatt
| Felfedező         | Elem-       | Vegyjel | Rendsz. | Névadó                | Elnevezési elv                                          | Évszám |
| ----------------- | ----------- | ------- | ------- | --------------------- | ------------------------------------------------------- | ------ |
| Edwin M. McMillan | neptúnium   | Np      | 93      | Neptunusz             | Az Uránuszt követő bolygó                               | 1940   |
| Glenn T. Seaborg  | plutónium   | Pu      | 94      | Pluto                 | A Neptunuszt követő törpebolygó                         | 1940   |
| Glenn T. Seaborg  | amerícium   | Am      | 95      | Amerika               | Az európium elem elnevezési mintájára                   | 1944   |
| Glenn T. Seaborg  | kűrium      | Cm      | 96      | Pierre és Marie Curie | Az első radioaktív elem felfedezője                     | 1944   |
| Glenn T. Seaborg  | berkélium   | Bk      | 97      | Berkeley, Kalifornia  | A kutatóintézet székhelye                               | 1949   |
| Glenn T. Seaborg  | kalifornium | Cf      | 98      | Kalifornia            | Az USA-tagállam, ahol a kutatóintézet van               | 1950   |
| Albert Ghiorso    | einsteinium | Es      | 99      | Albert Einstein       | Elméleti fizikus                                        | 1952   |
| Albert Ghiorso    | fermium     | Fm      | 100     | Enrico Fermi          | Az első vezérelt láncreakció létrehozója                | 1952   |
| Albert Ghiorso    | mendelévium | Md      | 101     | Dmitrij Mengyelejev   | Az elemek periódusos rendszerének felállítója           | 1955   |
| Albert Ghiorso    | nobélium    | No      | 102     | Alfred Bernhard Nobel | A Nobel-díj alapítója                                   | 1956   |
| Albert Ghiorso    | laurencium  | Lr      | 103     | Ernest Lawrence       | A ciklotron feltalálója és a kísérleti állomás névadója | 1961   |

### Egyesített Atomkutató Intézet, Dubna, Oroszország (akkor Szovjetunió)
| Felfedező       | Elem-        | Vegyjel | Rendsz. | Névadó            | Elnevezési elv                                             | Évszám |
| --------------- | ------------ | ------- | ------- | ----------------- | ---------------------------------------------------------- | ------ |
| Kollektív munka | raderfordium | Rf      | 104     | Ernest Rutherford | Angol fizikus, aki az atommag elvét fedezte fel            | 1966   |
| Kollektív munka | dubnium      | Db      | 105     | Dubna             | Az orosz kutatóintézet székhelye                           | 1968   |
| Kollektív munka | sziborgium   | Sg      | 106     | Glenn T. Seaborg  | Az amerikai atomfizikus, aki számos új elemet fedezett fel | 1974   |
| Kollektív munka | bohrium      | Bh      | 107     | Niels Bohr        | Dán fizikus, aki az atom szerkezetét derítette fel         | 1981   |

### Helmholtzzentrum für Schwerionenforschung(Helmholtzközpont nehézion-kutatóintézet),Darmstadt,Hessen, Németország
| Felfedező                        | Elem-        | Vegyjel | Rendsz. | Névadó                 | Elnevezési elv                                                                      | Évszám |
| -------------------------------- | ------------ | ------- | ------- | ---------------------- | ----------------------------------------------------------------------------------- | ------ |
| Peter Armbruster kutatócsoportja | hasszium     | Hs      | 108     | Hessen Németország     | A német szövetséges állam latin nevéből, ahol a kutatóintézet székel                | 1984   |
| Peter Armbruster kutatócsoportja | meitnérium   | Mt      | 109     | Lise Meitner           | Osztrák fizikus, egyike az első atomkutatóknak, akik az atommaghasadást felfedezték | 1982   |
| Peter Armbruster kutatócsoportja | darmstadtium | Ds      | 110     | Darmstadt Németország  | A német kutatóintézet székhelye                                                     | 1994   |
| Peter Armbruster kutatócsoportja | röntgénium   | Rg      | 111     | Wilhelm Conrad Röntgen | Német tudós, a röntgen sugárzás felfedezője                                         | 1994   |
| Peter Armbruster kutatócsoportja | kopernícium  | Cn      | 112     | Kopernikusz            | lengyel csillagász                                                                  | 1996   |

## A transzurán elemek
Ezeket két csoportba osztják, külön véve azokat, amelyek csak érdekességek, minden gyakorlati érték nélkül. Ezek azok, amelyek az aktinoidáknál nagyobb a rendszámuk és az atomtömegük, és amelyek a transzuránok külön csoportját alkotják, lásd alább.

### Könnyebb transzurán elemek – aktinoidák
| Rendszám | Név         | Vegyjel |
| -------- | ----------- | ------- |
| 93.      | neptúnium   | Np      |
| 94.      | plutónium   | Pu      |
| 95.      | amerícium   | Am      |
| 96.      | kűrium      | Cm      |
| 97.      | berkélium   | Bk      |
| 98.      | kalifornium | Cf      |
| 99.      | einsteinium | Es      |
| 100.     | fermium     | Fm      |
| 101.     | mendelévium | Md      |
| 102.     | nobélium    | No      |
| 103.     | laurencium  | Lr      |

### A szupernehéz elemek – transzaktinoidák
Szupernehéz elemeknek a transzaktinoidákat nevezzük. Ezeket csak az utóbbi években fedezték fel részecskegyorsítókban, és mindössze néhány atomot állítva elő belőlük, emiatt és igen rövid felezési idejük és nagyon magas előállítási költségeik következtében nem rendelkeznek semmilyen gyakorlati jelentőséggel. Az ezekkel az elemekkel kapcsolatos kutatással egy kilenc európai és egy ázsiai ország laboratóriumaiból álló szervezet, az SHE Laboratory (Szupernehéz elemek laboratóriuma) hálózata foglalkozik.
| Rendszám | Név          | Vegyjel |
| -------- | ------------ | ------- |
| 104.     | raderfordium | Rf      |
| 105.     | dubnium      | Db      |
| 106.     | sziborgium   | Sg      |
| 107.     | bohrium      | Bh      |
| 108.     | hasszium     | Hs      |
| 109.     | meitnérium   | Mt      |
| 110.     | darmstadtium | Ds      |
| 111.     | röntgénium   | Rg      |
| 112.     | kopernícium  | Cn      |
| 113.     | nihónium     | Nh      |
| 114.     | fleróvium    | Fl      |
| 115.     | moszkóvium   | Mc      |
| 116.     | livermórium  | Lv      |
| 117.     | tenesszium   | Ts      |
| 118.     | oganeszon    | Og      |

### Szuperaktinoidák
Elméletileg a 121-től 153-ig terjedő rendszámú elemek létrehozásának lehetőségével is foglalkoznak. Egy kutató, Amnon Marinov a jeruzsálemi héber egyetemen (Hebrew University of Jerusalem) felfedezte a 122-es rendszámú elemet, de ez jelenleg további kutatás tárgya.

## Fordítás
- Ez a szócikk részben vagy egészben  a   Transuranium element című angol Wikipédia-szócikk fordításán alapul.  Az eredeti cikk szerkesztőit annak laptörténete sorolja fel. Ez a jelzés csupán a megfogalmazás eredetét és a szerzői jogokat jelzi, nem szolgál a cikkben szereplő információk forrásmegjelöléseként.
- Ez a szócikk részben vagy egészben  a   Transuranium element című francia Wikipédia-szócikk fordításán alapul.  Az eredeti cikk szerkesztőit annak laptörténete sorolja fel. Ez a jelzés csupán a megfogalmazás eredetét és a szerzői jogokat jelzi, nem szolgál a cikkben szereplő információk forrásmegjelöléseként.